# Bartramiaceae
Famille
La famille des Bartramiaceae comprend environ 375 espèces de mousses réparties en 10 genres.
C’est une famille cosmopolite.
Ces mousses denses et rhizoïdes forment généralement des coussins feutrés de couleur vert-bleuâtre ; les feuilles sont étroites et lancéolées, avec une nervure principale toujours présente.

## Liste des genres
Selon ITIS:
- genre Anacolia Schimp.
- genre Bartramia Hedw.
- genre Bartramidula Bruch et Schimp. in B.S.G.
- genre Breutelia
- genre Conostomum Sw. in Web. et Mohr
- genre Philonotis Brid.
- genre Plagiopus Brid.